# Xinchang Chengguanzhen (köpinghuvudort i Kina, Zhejiang Sheng, lat 29,51, long 120,90)
Xinchang Chengguanzhen (kinesiska: 城关镇, 新昌城关镇) är en köpinghuvudort i Kina. Den ligger i provinsen Zhejiang, i den östra delen av landet, omkring 110 kilometer sydost om provinshuvudstaden Hangzhou. Antalet invånare är 66 097. Befolkningen består av 33 089 kvinnor och 33 008 män. Barn under 15 år utgör 16,0 %, vuxna 15-64 år 74 %, och äldre över 65 år 8,0 %.
Runt Xinchang Chengguanzhen är det tätbefolkat, med 343 invånare per kvadratkilometer. Närmaste större samhälle är Ganlin, 18,0 km väster om Xinchang Chengguanzhen. I omgivningarna runt Xinchang Chengguanzhen växer i huvudsak blandskog.
Genomsnittlig årsnederbörd är 2 209 millimeter. Den regnigaste månaden är juni, med i genomsnitt 377 mm nederbörd, och den torraste är januari, med 70 mm nederbörd.